# Coupe d'Allemagne de football 1980-1981
Navigation
Édition précédente Édition suivante
La coupe d'Allemagne de football 1980-1981 est la trente huitième édition de l'histoire de la compétition. La finale a lieu à Stuttgart au  Neckarstadion.
L'Eintracht Francfort remporte le trophée pour la troisième fois de son histoire. Il bat en finale le 1. FC Kaiserslautern
sur le score de 3 buts à 1.

## Premier tour
Les résultats du premier tour 
| Date           | Domicile                            | Extérieur               | Score    |
| -------------- | ----------------------------------- | ----------------------- | -------- |
| 27 - 08 - 1980 | Bayern Munich                       | Arminia Bielefeld       | 2 - 0    |
| 28 - 08 - 1980 | Borussia Mönchengladbach            | OSV Hanovre             | 7 - 3    |
| 29 - 08 - 1980 | VfB Stuttgart (2)                   | Borussia Dortmund       | 2 - 5 ap |
| 29 - 08 - 1980 | MSV Duisbourg (2)                   | Wacker 04 Berlin        | 9 - 0    |
| 29 - 08 - 1980 | SC Concordia Hamburg                | Hammer SpVg             | 2 - 2 ap |
| 29 - 08 - 1980 | Hanovre 96                          | Borussia Hanovre        | 8 - 1    |
| 30 - 08 - 1980 | VfB Stuttgart                       | Fortuna Cologne         | 4 - 0    |
| 30 - 08 - 1980 | VfL Bochum                          | SV Wilhelmshaven        | 4 - 1    |
| 30 - 08 - 1980 | SV Darmstadt 98                     | FSV Hemmersdorf         | 10 - 0   |
| 30 - 08 - 1980 | FV Lauda                            | VfB Oldenburg           | 1 - 2 ap |
| 30 - 08 - 1980 | Hambourg SV                         | VfR Wormatia 08 Worms   | 11 - 1   |
| 30 - 08 - 1980 | SpVgg Emsdetten 05                  | 1. FC Cologne           | 0 - 6    |
| 30 - 08 - 1980 | Eintracht Trier                     | Fortuna Düsseldorf      | 0 - 1    |
| 30 - 08 - 1980 | Hertha BSC                          | Kieler SV Holstein      | 3 - 1    |
| 30 - 08 - 1980 | Werder Brême                        | SC Viktoria Cologne     | 6 - 3 ap |
| 30 - 08 - 1980 | Alemannia Aix-la-Chapelle           | VfB Eppingen            | 3 - 0    |
| 30 - 08 - 1980 | Rot-Weiss Essen                     | VfR Neuss               | 7 - 2    |
| 30 - 08 - 1980 | FC Blau Weiß 07 Niederembt          | SC Preußen Münster      | 1 - 4    |
| 30 - 08 - 1980 | FSV Frankfurt                       | SV Röchling Völklingen  | 3 - 1    |
| 30 - 08 - 1980 | SC Herford                          | Eintracht Nordhorn      | 3 - 0    |
| 30 - 08 - 1980 | Eintracht Brunswick                 | SC Fürstenfeldbruck     | 4 - 1    |
| 30 - 08 - 1980 | SC Fribourg                         | Bremer SV               | 4 - 2    |
| 30 - 08 - 1980 | FC 08 Homburg                       | SG Limburgerhof         | 3 - 0    |
| 30 - 08 - 1980 | TuS Neuendorf                       | SG Egelsbach            | 3 - 4 ap |
| 30 - 08 - 1980 | VfL Klafeld                         | Rot-Weiss Frankfurt     | 1 - 2    |
| 30 - 08 - 1980 | Rot-Weiß Niebüll                    | Eintracht Brunswick     | 3 - 2    |
| 30 - 08 - 1980 | Bünder SV                           | SV Südwest Ludwigshafen | 2 - 0    |
| 30 - 08 - 1980 | TuS Langerwehe                      | SV Rot                  | 5 - 0    |
| 30 - 08 - 1980 | SpVgg Ansbach                       | FSV Pfaffenhofen        | 1 - 0    |
| 30 - 08 - 1980 | TSV Gersthofen                      | OSC Bremerhaven         | 0 - 1    |
| 30 - 08 - 1980 | SG Pirmasens                        | TSV 1860 Munich         | 0 - 8    |
| 30 - 08 - 1980 | Borussia Neunkirchen                | SpVgg Bayreuth          | 1 - 1 ap |
| 30 - 08 - 1980 | TSV Plön                            | 1. FC Saarbrücken       | 0 - 3    |
| 30 - 08 - 1980 | Arminia Hanovre                     | SpVgg Erkenschwick      | 2 - 1    |
| 30 - 08 - 1980 | Moselfeuer Lehmen                   | Kickers Offenbach       | 1 - 15   |
| 30 - 08 - 1980 | Sportfreunde Eisbachtal             | SG Wattenscheid 09      | 1 - 3    |
| 30 - 08 - 1980 | SV Buchonia Flieden                 | ESV Ingolstadt          | 1 - 4    |
| 30 - 08 - 1980 | VfB Bielefeld                       | VfB Friedrichshafen     | 1 - 3    |
| 30 - 08 - 1980 | VfR Heilbronn                       | 1. FC Kaiserslautern    | 0 - 3    |
| 30 - 08 - 1980 | TSV Pliezhausen                     | SSV Ulm 1846            | 0 - 3    |
| 30 - 08 - 1980 | DSC Wanne-Eickel                    | Spvg Frechen 20         | 1 - 3    |
| 30 - 08 - 1980 | FC Würzburger Kickers               | TSV Hirschaid           | 2 - 1 ap |
| 30 - 08 - 1980 | SV Waldhof Mannheim                 | FSV Harburg-Rönneburg   | 8 - 0    |
| 30 - 08 - 1980 | FC Augsburg                         | Wuppertaler SV          | 2 - 0    |
| 30 - 08 - 1980 | 1. FC Viersen                       | Karlsruher SC           | 2 - 2 ap |
| 30 - 08 - 1980 | SpVgg Fürth                         | 1. FC Nuremberg         | 1 - 1 ap |
| 30 - 08 - 1980 | FC Schalke 04                       | FC Uerdingen 05         | 2 - 5    |
| 30 - 08 - 1980 | RSV Würges                          | FC Ottering             | 2 - 0    |
| 30 - 08 - 1980 | Bramfelder SV                       | Bayer Leverkusen        | 2 - 8    |
| 30 - 08 - 1980 | VfB Gaggenau                        | Eintracht Francfort     | 0 - 3    |
| 31 - 08 - 1980 | ASV Burglengenfeld                  | VfB Wissen              | 2 - 3    |
| 31 - 08 - 1980 | TSV Röttenbach                      | Kultur SV Hessen Kassel | 2 - 4    |
| 31 - 08 - 1980 | Atlas Delmenhorst                   | BW Wesselburen          | 6 - 2    |
| 31 - 08 - 1980 | VfL Osnabrück                       | Tennis Borussia Berlin  | 2 - 0 ap |
| 31 - 08 - 1980 | 1. Mainzer Fußball- und Sportverein | MTV Ingolstadt          | 3 - 2 ap |
| 31 - 08 - 1980 | VfR Bürstadt                        | SSV Dillenburg          | 4 - 1 ap |
| 31 - 08 - 1980 | TuS Celle                           | Union Solingen          | 0 - 0 ap |
| 31 - 08 - 1980 | Schwarz-Weiß Essen                  | FC Neureut              | 6 - 0    |
| 31 - 08 - 1980 | Rot-Weiß Oberhausen                 | Offenburger FV          | 1 - 0    |
| 31 - 08 - 1980 | ASC Dudweiler                       | 1. Würzburger FV 1904   | 0 - 1    |
| 31 - 08 - 1980 | Blumenthaler SV                     | SC Pfullendorf          | 0 - 2    |
| 31 - 08 - 1980 | Siegburger SV 04                    | BFC Preussen            | 2 - 1    |
| 31 - 08 - 1980 | Stuttgarter Kickers                 | Rot-Weiss Lüdenscheid   | 2 - 0    |
| 31 - 08 - 1980 | FC Fribourg                         | VfB Bottrop             | 3 - 1    |

Matchs rejoués.
| Date           | Domicile        | Extérieur            | Score |
| -------------- | --------------- | -------------------- | ----- |
| 16 - 09 - 1980 | SpVgg Bayreuth  | Borussia Neunkirchen | 2 - 1 |
| 23 - 09 - 1980 | Hammer SpVg     | SC Concordia Hamburg | 3 - 2 |
| 23 - 09 - 1980 | Karlsruher SC   | 1. FC Viersen        | 2 - 1 |
| 23 - 09 - 1980 | Union Solingen  | TuS Celle            | 5 - 0 |
| 24 - 09 - 1980 | 1. FC Nuremberg | SpVgg Fürth          | 3 - 0 |

## Deuxième tour
Les résultats du deuxième tour
| Date           | Domicile                   | Extérieur                 | Score    |
| -------------- | -------------------------- | ------------------------- | -------- |
| 03 - 10 - 1980 | Hanovre 96                 | Werder Brême              | 5 - 5 ap |
| 03 - 10 - 1980 | VfL Bochum                 | Rot-Weiss Essen           | 5 - 1    |
| 03 - 10 - 1980 | FC Uerdingen 05            | SG Wattenscheid 09        | 4 - 1    |
| 03 - 10 - 1980 | Eintracht Brunswick        | Preußen Münster           | 3 - 1    |
| 03 - 10 - 1980 | Hertha BSC Berlin          | Würzburger FV             | 4 - 1    |
| 03 - 10 - 1980 | Kickers Offenbach          | Bayer Leverkusen          | 5 - 2    |
| 04 - 10 - 1980 | SpVgg Oberfranken Bayreuth | VfB Stuttgart             | 1 - 3    |
| 04 - 10 - 1980 | Rot-Weiß Niebüll           | Schwarz-Weiß Essen        | 0 - 4    |
| 04 - 10 - 1980 | FC Würzburger Kickers      | Fortuna Düsseldorf        | 0 - 2    |
| 04 - 10 - 1980 | TuS Langerwehe             | Borussia Mönchengladbach  | 1 - 7    |
| 04 - 10 - 1980 | FC 08 Homburg              | VfB Oldenburg             | 0 - 1    |
| 04 - 10 - 1980 | SV Darmstadt 98            | VfR Bürstadt              | 4 - 1 ap |
| 04 - 10 - 1980 | SSV Ulm 1846               | SC Herford                | 1 - 0    |
| 04 - 10 - 1980 | OSC Bremerhaven            | RSV Würges                | 0 - 2    |
| 04 - 10 - 1980 | Bünder SV                  | Spvg Frechen 20           | 3 - 1    |
| 04 - 10 - 1980 | Borussia Dortmund          | TSV 1860 Munich           | 3 - 1    |
| 04 - 10 - 1980 | 1.FC Cologne               | SC Fribourg               | 1 - 1 ap |
| 04 - 10 - 1980 | Bayern Munich              | SV Waldhof Mannheim       | 4 - 2    |
| 04 - 10 - 1980 | Karlsruher SC              | Alemannia Aix-la-Chapelle | 1 - 1 ap |
| 04 - 10 - 1980 | Eintracht Francfort        | VfB Friedrichshafen       | 6 - 0    |
| 04 - 10 - 1980 | Stuttgarter Kickers        | SpVgg Ansbach             | 13 - 0   |
| 04 - 10 - 1980 | Union Solingen             | Rot-Weiss Francfort       | 1 - 2    |
| 04 - 10 - 1980 | FC Augsbourg               | 1. FSV Mayencen 05        | 2 - 0    |
| 04 - 10 - 1980 | VfB Wissen                 | VfL Osnabrück             | 1 - 7    |
| 04 - 10 - 1980 | SC Pfullendorf             | Siegburger SV 04          | 0 - 1    |
| 04 - 10 - 1980 | Kultur SV Hessen Kassel    | Hammer SpVg               | 4 - 0    |
| 04 - 10 - 1980 | ESV Ingolstadt             | 1. FC Nuremberg           | 1 - 3    |
| 04 - 10 - 1980 | 1. FC Saarbrücken          | FC Fribourg               | 2 - 2 ap |
| 05 - 10 - 1980 | Arminia Hanovre            | Hambourg SV               | 3 - 7    |
| 05 - 10 - 1980 | FSV Francfort              | MSV Duisbourg             | 2 - 0    |
| 05 - 10 - 1980 | SG Egelsbach               | 1. FC Kaiserslautern      | 1 - 3    |
| 05 - 10 - 1980 | Atlas Delmenhorst          | Rot-Weiß Oberhausen       | 1 - 0    |

| Date           | Domicile                  | Extérieur         | Score |
| -------------- | ------------------------- | ----------------- | ----- |
| 28 - 10 - 1980 | Werder Brème              | Hanovre 96        | 1 - 0 |
| 28 - 10 - 1980 | SC Fribourg               | 1. FC Cologne     | 3 - 1 |
| 28 - 10 - 1980 | Alemannia Aix-la-Chapelle | Karlsruher SC     | 1 - 0 |
| 28 - 10 - 1980 | FC Fribourg               | 1. FC Saarbrücken | 3 - 1 |

## Troisième tour
Les résultats du troisième tour.
| Date           | Domicile                  | Extérieur                | score    |
| -------------- | ------------------------- | ------------------------ | -------- |
| 22 - 11 - 1980 | VfB Stuttgart             | 1. FC Nuremberg          | 2 - 0    |
| 22 - 11 - 1980 | 1. FC Kaiserslautern      | Bayern Munich            | 2 - 1    |
| 22 - 11 - 1980 | Fortuna Düsseldorf        | Borussia Dortmund        | 3 - 0    |
| 22 - 11 - 1980 | Eintracht Francfort       | SSV Ulm 1846             | 3 - 0    |
| 22 - 11 - 1980 | Schwarz-Weiß Essen        | FC Uerdingen 05          | 1 - 2    |
| 22 - 11 - 1980 | Bünder SV                 | Borussia Mönchengladbach | 1 - 7    |
| 22 - 11 - 1980 | Hambourg SV               | Rot-Weiss Francfort      | 11 - 0   |
| 22 - 11 - 1980 | Eintracht Brunswick       | Stuttgarter Kickers      | 3 - 2    |
| 22 - 11 - 1980 | Hertha BSC Berlin         | SV Darmstadt 98          | 4 - 1    |
| 22 - 11 - 1980 | Alemannia Aix-la-Chapelle | FC Fribourg              | 5 - 2    |
| 22 - 11 - 1980 | FC Augsbourg              | Werder Brême             | 1 - 3    |
| 22 - 11 - 1980 | Kickers Offenbach         | Atlas Delmenhorst        | 1 - 1 ap |
| 22 - 11 - 1980 | SC Fribourg               | Kultur SV Hessen Kassel  | 2 - 1 ap |
| 22 - 11 - 1980 | Siegburger SV 04          | VfB Oldenburg            | 1 - 2 ap |
| 22 - 11 - 1980 | RSV Würges                | VfL Osnabrück            | 0 - 1    |
| 23 - 11 - 1980 | FSV Francfort             | VfL Bochum               | 1 - 2    |

Matchs rejoués
| Date           | Domicile          | Extérieur         | Score |
| -------------- | ----------------- | ----------------- | ----- |
| 20 - 12 - 1980 | Atlas Delmenhorst | Kickers Offenbach | 2 - 1 |

## Huitièmes de finale
Les résultats des huitièmes de finale.
| Date           | Domicile                 | Extérieur                 | Score |
| -------------- | ------------------------ | ------------------------- | ----- |
| 31 - 01 - 1981 | Hambourg SV              | VfL Bochum                | 4 - 1 |
| 31 - 01 - 1981 | Fortuna Düsseldorf       | Werder Brême              | 2 - 0 |
| 31 - 01 - 1981 | VfL Osnabrück            | VfB Stuttgart             | 1 - 3 |
| 31 - 01 - 1981 | VfB Oldenburg            | Eintracht Francfort       | 4 - 5 |
| 31 - 01 - 1981 | Borussia Mönchengladbach | Atlas Delmenhorst         | 6 - 1 |
| 10 - 02 - 1981 | 1. FC Kaiserslautern     | Alemannia Aix-la-Chapelle | 3 - 0 |
| 10 - 02 - 1981 | Hertha BSC Berlin        | FC Uerdingen 05           | 5 - 1 |
| 11 - 02 - 1981 | Eintracht Brunswick      | SC Fribourg               | 1 - 0 |

## Quarts de finale
Les résultats des quarts de finale.
| Date           | Domicile             | Extérieur                | Score    |
| -------------- | -------------------- | ------------------------ | -------- |
| 28 - 02 - 1981 | Eintracht Brunswick  | Hambourg SV              | 4 - 3 ap |
| 28 - 02 - 1981 | Hertha BSC Berlin    | Fortuna Düsseldorf       | 2 - 1    |
| 28 - 02 - 1981 | 1. FC Kaiserslautern | Borussia Mönchengladbach | 3 - 1    |
| 28 - 02 - 1981 | Eintracht Francfort  | VfB Stuttgart            | 2 - 1    |

## Demi-finales
Les résultats des demi-finales.
| Date           | Domicile             | Extérieur           | Score |
| -------------- | -------------------- | ------------------- | ----- |
| 04 - 04 - 1981 | Eintracht Francfort  | Hertha BSC Berlin   | 1 - 0 |
| 04 - 04 - 1981 | 1. FC Kaiserslautern | Eintracht Brunswick | 3 - 2 |

## Finale
| Entraîneur :    |
| Lothar Buchmann |

| Entraîneur :       |
| Karlheinz Feldkamp |

| Entraîneur :    |
| Lothar Buchmann |

| Entraîneur :       |
| Karlheinz Feldkamp |